# Leptogaster longitibialis
Leptogaster longitibialis là một loài ruồi trong họ Asilidae. Leptogaster longitibialis được Efflatoun miêu tả năm 1937. Loài này phân bố ở vùng Cổ Bắc giới và nhiệt đới châu Phi.